# Shay Netter
Shay Netter (Chillicothe, febbraio 1991) è un giocatore di football americano statunitense, che gioca come quarterback per gli East City Giants.